# Brown Sugar (álbum de D'Angelo)
Brown Sugar é o álbum de estréia do cantor norte-americano D'Angelo, lançado nos Estados Unidos em 4 de Julho de 1995 pela editora discográfica EMI. 

## Composição
As sessões de gravação para o álbum começaram em  1994/1995 no Battery Studios and Studios RPM em Nova York e no Laboratório de Pookie em Sacramento. Produção, instrumentação, arranjos e composições foram tratadas principalmente por D'Angelo, que empregou ambos os equipamentos de gravação vintage e dispositivos eletrônicos modernos. Brown Sugar é descrito por temas de amor e romance e apresenta uma fusão de R&B contemporâneo e música soul tradicional, juntamente com elementos de funk, quiet storm e música hip hop. 

## Recepção da Crítica
Considerado por críticos de música como um álbum fundamental na alma neo soul, o álbum forneceu visibilidade comercial para o movimento musical, em meio a proeminência escritor/produtor que aproximou digitalmente o R&B.

## Performance Comercial
Brown Sugar estreou no número seis na parada R&B/Hip-Hop Albums e em número vinte e dois na Billboard 200 nos EUA, vendendo 300.000 cópias nos dois primeiros meses. Com a ajuda de seus quatro singles, ele passou 65 semanas na parada da Billboard 200 e alcançou certificado de platina dentro de um ano após seu lançamento por mais de 1 milhão de cópias vendidas. Após o seu lançamento, Brown Sugar recebeu elogios dos críticos de música e recebeu quatro indicações ao Grammy Awards.

## Faixas
| N.º            | Título                               | Compositor(es)                     | Produtor(es)                   | Duração |  |
| 1.             | "Brown Sugar"                        | D'Angelo, Ali Shaheed Muhammed     | D'Angelo, Ali Shaheed Muhammed | 4:22    |  |
| 2.             | "Alright"                            | D'Angelo                           | D'Angelo, Bob Power            | 5:13    |  |
| 3.             | "Jonz in My Bonz"                    | D'Angelo, Angela Stone             | D'Angelo                       | 5:56    |  |
| 4.             | "Me and Those Dreamin' Eyes of Mine" | D'Angelo                           | D'Angelo, Bob Power            | 4:46    |  |
| 5.             | "Sh★t, Damn, Motherf★cker"           | D'Angelo                           | D'Angelo, Bob Power            | 5:14    |  |
| 6.             | "Smooth"                             | D'Angelo, Luther Archer            | D'Angelo, Bob Power            | 4:19    |  |
| 7.             | "Cruisin"                            | William Robinson, Marvin Tarplin   | D'Angelo                       | 6:24    |  |
| 8.             | "When We Get By"                     | D'Angelo                           | D'Angelo                       | 5:44    |  |
| 9.             | "Lady"                               | D'Angelo, Raphael Saadiq           | D'Angelo, Raphael Saadiq       | 5:46    |  |
| 10.            | "Higher"                             | D'Angelo, L. Archer, Rodney Archer | D'Angelo, Bob Power            | 5:28    |  |
| Duração total: | Duração total:                       | Duração total:                     | Duração total:                 | 53:17   |  |

| Deluxe Edition CD 1: (Remastered album with bonus tracks) (2017) | |         |  |
| N.º                                                              | Título                                                                                                 | Duração |  |
| 1.                                                               | "Brown Sugar"                                                                                          | 4:22    |  |
| 2.                                                               | "Alright"                                                                                              | 5:13    |  |
| 3.                                                               | "Jonz in My Bonz"                                                                                      | 5:56    |  |
| 4.                                                               | "Me and Those Dreamin' Eyes of Mine"                                                                   | 4:46    |  |
| 5.                                                               | "Sh★t, Damn, Motherf★cker"                                                                             | 5:14    |  |
| 6.                                                               | "Smooth"                                                                                               | 4:19    |  |
| 7.                                                               | "Cruisin"                                                                                              | 6:24    |  |
| 8.                                                               | "When We Get By"                                                                                       | 5:44    |  |
| 9.                                                               | "Lady"                                                                                                 | 5:46    |  |
| 10.                                                              | "Higher"                                                                                               | 5:28    |  |
| 11.                                                              | "Brown Sugar (Acapella)"                                                                               | 4:16    |  |
| 12.                                                              | "Me And Those Dreamin’ Eyes Of Mine” (A Cappella) (lançado como promocional 12” single)"               | 4:42    |  |
| 13.                                                              | "Brown Sugar (Instrumental) (lançado como 12” single)"                                                 | 4:23    |  |
| 14.                                                              | "Lady (Just Tha Beat Mix Instrumental w/Chorus) (Produzido por DJ Premier; lançado em CD Maxi-Single)" | 3:55    |  |
| 15.                                                              | "Brown Sugar (Alternate Version) (lançado em 12” single)"                                              | 5:35    |  |

| CD 2: (More Sugar) | |             |  |
| N.º                | Título | Duração     |  |
| 1.                 | "Brown Sugar (feat. Kool G. Rap) [King Tech (Remix] (lançado como 12” promocional single)"                                                                  | 4:00        |  |
| 2.                 | "Me And Those Dreamin’ Eyes Of Mine (feat. Redman) [Def Squad Remix] (Remixed by Erick Sermon for Funk Lord Productions; lançado como 12” single)"          | 4:51        |  |
| 3.                 | "Cruisin( Cut The Sax Remix) [Remix by King Tech; lançado como 12” single]"                                                                                 | 5:00        |  |
| 4.                 | "Lady (Just Tha Beat Mix/featuring AZ) (Remixed by DJ Premier for Works of Mart Productions, Inc.; lançado em CD Maxi-Single)"                              | 4:01        |  |
| 5.                 | "Brown Sugar (Soul Inside 808 Mix) (Mix by DJ Dodge; lançado como 12” single no U.K.)"                                                                      | 4:59        |  |
| 6.                 | "Me And Those Dreamin’ Eyes Of Mine” (Two Way Street Mix) (Remixed by DJ Premier for Works of Mart Productions, Inc.; lançado como promocional 12” single)" | 4:38        |  |
| 7.                 | "Cruisin Dallas Austin Remix (lançado como 12” single)" | 5:22        |  |
| 8.                 | "Lady (2B3 Shake Dat Ass Mix) {Remix produced by Neville Thomas and Pule Pheto for 2B3 Productions; lançado no U.K em CD Maxi-Single]"                      | 6:05        |  |
| 9.                 | "Brown Sugar (Incognito Molasses Remix) (lançado em “She’s Always In My Hair” promocional 12” single)"                                                      | 5:22        |  |
| 10.                | "Me And Those Dreamin’ Eyes Of Mine” Dreamy Remix (Remixed by Erick Sermon for Funk Lord Productions; lançado como promocional 12” single)"                 | 4:38        |  |
| 11.                | "Cruisin (Wet Remix) [lançado em CD single]" | 7:49        |  |
| 12.                | "Brown Sugar (Dollar Bag Mix) [lançado no U.K. em 12” single)"                                                                                              | 4:25        |  |
| 13.                | "Cruisin (God Made Me Funky Remix [lançado como promocional 12” single]"                                                                                    | 4:38        |  |
| 14.                | "Brown Sugar (CJ Mackintosh Remix Edit) [Additional production and Remix by CJ Mackintosh; lançada no CD collection Nu Classic Soul com varios artistas]"   | 3:43        |  |
| 15.                | "Lady (CJ Mackintosh Mix Radio Edit [Additional production and Remix by CJ Mackintosh; lançado no U.K. em CD Maxi-Single)"                                  | 3:59        |  |
| 16.                | "Cruisin (Who’s Fooling Who Mix) [Lançado como promocional 12” single)"                                                                                     | 4:37        |  |
| Duração total:     | Duração total: | 154 minutos |  |

## Desempenho nas tabelas musicais
| País — Tabela musical (1995/1996)                   | Melhor posição |
| --------------------------------------------------- | -------------- |
| Estados Unidos — Billboard 200                      | 22             |
| Estados Unidos — Top R&B/Hip-Hop Albums (Billboard) | 4              |

## Certificações
| Região         | Certificação | Vendas   |
| -------------- | ------------ | -------- |
| Estados Unidos | Platina      | 1 milhão |
| Reino Unido    | Ouro         | 100 mil  |